# Lazzi
Lazzi (von italienisch lazzo ‚Witzelei‘) waren clowneske, meist mimische Einlagen im Spiel der italienischen Commedia dell’arte. Sie hatten teilweise den Charakter von Slapstick-Einlagen, mit häufig wiederkehrenden Motiven wie Tortenschlachten oder Kämpfen mit einer unsichtbaren Fliege. Auch kabarettistische Anspielungen auf die Obrigkeit waren üblich.
Erfahrene Schauspieler hatten eine ganze Reihe von einstudierten Lazzi in ihrem Repertoire, die sie im Laufe des improvisierten Spiels situationsbezogen einsetzen und variieren konnten. Viele Lazzi wurden in den Schauspielgruppen der Commedia dell’arte unter den Schauspielern von Generation zu Generation weitergegeben.
Lazzi ist ein Plural. Im deutschen und englischen Sprachgebrauch wird das Wort oft irrtümlich als Singular verwendet und davon der falsche Plural Lazzis abgeleitet.